# Kenneth Howard, 1. Earl of Effingham
Kenneth Alexander Howard, 1. Earl of Effingham (* 29. November 1767 in Arundel, West Sussex; † 13. Februar 1845 in Brighton) war ein britischer Adliger und General.

## Herkunft und Jugend
Howard war ein Sohn von Lieutenant-General Thomas Howard und ein Abkömmling in männlicher Linie von William Howard, 1. Baron Howard of Effingham. Seine Mutter Maria Mackenzie stammt väterlicherseits von William Mackenzie, 5. Earl of Seaforth, und mütterlicherseits von William Mackenzie, 5. Earl of Seaforth, ab. Von 1781 bis 1786 war Howard Ehrenpage (Page of Honour) von König Georg III.

## Militärische Karriere
Im Jahre 1786 trat Howard als Ensign in die Coldstream Guards ein. Von Februar 1793 bis Mai 1795 diente er mit seinem Regiment in Flandern. In den Jahren wurde er mehrfach befördert; 1797 war er bereits Lieutenant-Colonel. Im folgenden Jahr wurde er Stabschef der Footguards und nahm in dieser Funktion an der Britisch-Russische Invasion in Holland im Jahre 1799 teil. 1805 wurde er zum Colonel und Aide-de-camp des Königs und 1810 zum Major-General befördert.
Ab Januar 1811 kämpfte Howard, zunächst als Kommandeur einer Brigade der 1. Division, im Peninsular War. Später befehligte er eine Division unter Sir John Hope. Er kämpfte mit seinen Truppen in den Schlachten von Fuentes de Oñoro, Arroyo dos Molinos und Almaraz. Wegen der beiden letztgenannten Schlachten wurde Howard Mentioned in Despatches. Auch in den folgenden Jahren nahm er an mehreren Schlachten des Feldzuges teil, so an der Schlacht von Vitoria und der Schlacht an der Nive.
Nach Kriegsende wurde Howard Lieutenant-Governor von Portsmouth und Kommandeur des südwestlichen Militärdistrikts von England. Aufgrund dieser Funktion nahm er nicht an der Schlacht von Waterloo teil, befehligte dann aber eine Division während der Besetzung von Paris. 1819 wurde er zum Lieutenant-General und 1837 zum General befördert.

## Adelstitel
Howard erbte 1816 von Richard Howard, 4. Earl of Effingham, einem Cousin dritten Grades, dessen nachgeordneten Adelstitel als 12. Baron Howard of Effingham und wurde dadurch Mitglied des House of Lords. Die Earlswürde seines Cousins erlosch bei dessen Tod, wurde aber 1837 für Howard als 1. Earl of Effingham neu verliehen.

## Familie
Am 27. Mai 1800 heiratete Howard Lady Charlotte Primrose (* um 1776; † 17. September 1864), eine Tochter von Neil Primrose, 3. Earl of Rosebery. Das Ehepaar hatte zwei Söhne und drei Töchter. Beim Tode von Howard gingen seine Titel auf seinen ältesten Sohn Henry über.